# Nikołaj Roszczin
Nikołaj Wasiljewicz Roszczin (Ruzankow) (ros. Никола́й Васи́льевич Ро́щин (Рузанков), ur. 15 listopada?/28 listopada 1901 w Riazaniu, zm. w maju 1960 w Moskwie) – radziecki wojskowy i dyplomata, generał major.

## Życiorys
W latach 1915–1917 kształcił się w seminarium nauczycielskim, od 1919 żołnierz Armii Czerwonej, uczestnik wojny domowej w Rosji, od września 1929 do czerwca 1921 sekretarz komisarza wojskowego. Od 1921 członek RKP(b), w 1921-1922 kursant Syberyjskich Kursów Piechoty, od września 1922 do listopada 1929 kolejno dowódca plutonu, pomocnik dowódcy kompanii, adiutant i pomocnik szefa sztabu 76 Karelskiego Pułku Piechoty, w 1929 brał udział w konflikcie o Kolej Wschodniochińską. W 1926 ukończył eksternistycznie normalną szkołę wojskową, a 1936–1939 studiował na Wydziale Specjalnym Akademii Wojskowej im. Frunzego, po czym został pomocnikiem attaché wojskowego, a 1942–1948 sam był attaché Ambasady ZSRR w Chinach. Od 20 kwietnia 1945 generał major Armii Czerwonej. Od 25 lutego 1948 do 2 października 1949 i ponownie od 3 października 1949 do 13 czerwca 1952 ambasador nadzwyczajny i pełnomocny ZSRR w Chinach, od czerwca 1952 do 1953 kierownik Wydziału Południowo-Wschodniej Azji Ministerstwa Spraw Zagranicznych ZSRR. Pochowany na Cmentarzu Nowodziewiczym.

## Odznaczenia
- Order Lenina (dwukrotnie)
- Order Czerwonego Sztandaru (trzykrotnie)
- Order Kutuzowa II klasy

I medale.